# 26 décembre dans les chemins de fer
26 novembre 26 janvier
Chronologies thématiques
- Croisades
- Sports
- Disney

Cette page concerne les événements qui se sont déroulés un 26 décembre dans les chemins de fer.

## Événements

### XIXesiècle
- x

### XXesiècle
- 1938 France, fermeture d'une section de la ligne Saint-Léonard - Fraize par décision ministérielle de transfert sur route du trafic voyageur entre Saint-Dié et Fraize[1].
- 1996 France, la locomotive diesel CC 72067, en livrée bleue et blanche, tracte le train Corail Grenoble - Nantes via Lyon, Bourges, Vierzon, Tours, Saumur et Angers.

### XXIesiècle
- x

## Naissances
- x

## Décès
- x